# Villanueva (La Rioja)
Villanueva es un despoblado del municipio de Pazuengos en La Rioja (España).